# Мегацунамі
Мегацунамі — надпотужна хвиля цунамі, яка загрожує великим проникненням углиб суші. Може бути викликана космічною катастрофою (наприклад, зіткненням Землі з астероїдом) або земними причинами — землетрусами, зсувами ґрунту, обвалами.

## Приклади
- 200 млн років тому гігантське цунамі знищило 3/4 всього живого на нашій планеті. Причина цього мегацунамі — метеорит, який імовірно впав між Ісландією та Північною Америкою. Шар намиву цього мегацунамі знайдений і вивчений німецькими вченими під м. Тюбінген. Його товщина найбільша з відомих — 30 см (на думку дослідників, спершу вона сягала 1 м). Вважається, що це мегацунамі було найбільшим за всю історію планети Земля.

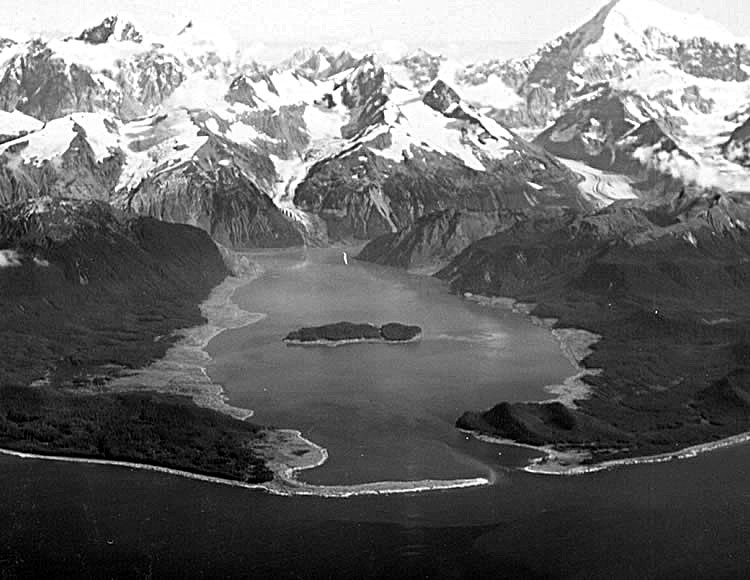
Пошкодження від мегацунамі 1958 в бухті Літуя на Алясці. На аерофотознімку видно світлі області на березі, де ґрунт із деревами було змито повністю, до скелі.

- Мегацунамі на Алясці, бухта Літуя, США 8 липня 1958 р.
Причина — обвал 30 млн м³ гірських порід у води бухти з висоти приблизно 900 м. Найбільша висота гребеня хвилі була близько 520 м — максимальна для цунамі в історичні часи. Швидкість хвилі — 160 км/год.
- 10 серпня 2025 р. мегацунамі вдарило на південний схід Аляски і підняло воду до 30 метрів над рівнем моря в районі віддаленої затоки Ендікотт-Арм. Як повідомив Сейсмологічний центр Аляски, поблизу острова Гарбор висота хвиль становила 3-4,5 метри, а на острові Сойєр вода піднялася на 30 метрів. Причиною став масштабний зсув біля Південного льодовика Сойєр. Обсяг зсуву перевищив 3,5 мільярда кубічних футів – це приблизно 40 тисяч олімпійських басейнів.[1]